# Sebastiano Sebastiani
Sebastiano Sebastiani (ur. w Camerino, zm. 1626 w Recanati) – włoski rzeźbiarz i giser, przedstawiciel szkoły rzeźbiarskiej z regionu Marche.

## Życiorys
Nie jest znana dokładna data jego urodzenia. Szkolił się w pracowni Girolama Lombardo w Recanati. Współpracował z Tiburzio Vergellim i Pier Paolo Jacomettim. Ponieważ jego rzeźby wykazują znaczne podobieństwa do dzieł wyżej wspomnianych artystów, często nie jest możliwe określenie ich autorstwa. Zaprojektował również główne drzwi bazyliki loretańskiej, które zrealizował razem z Tiburzio Vergellim.

## Znane dzieła
- Madonna Bolesna (1612), Fermo;
- Pomnik papieża Pawła V (1612), Rimini;
- Madonna ze świętym Janem (1620), Ripatransone.